# Galatasaray Spor Kulübü 1988-1989
Questa voce raccoglie le informazioni riguardanti il Galatasaray Spor Kulübü nelle competizioni ufficiali della stagione 1988-1989.

## Stagione
La stagione inizia con la vittoria sul Sakaryaspor e la conseguente conquista della Supercoppa di Turchia. Il cammino nella Coppa nazionale si conclude invece ai quarti, dopo il doppio incontro con il Fenerbahçe, mentre in campionato i giallo-rossi campioni in carica non vanno oltre il terzo posto, dietro rispettivamente a Fenerbahçe e Beşiktaş.
Il meglio però accade nella Coppa dei Campioni: nei sedicesimi di finale i Cimbom, in precedenza quasi sempre eliminati nei primi turni, estromettono gli austriaci del Rapid Vienna, poi compiono un'impresa negli ottavi contro gli svizzeri del Neuchâtel Xamax: in terra elvetica i giallo-rossi subiscono un pesante passivo (0-3), ma al ritorno ad Istanbul la rimonta dei turchi si concretizza con una doppietta di Tütüneker e una tripletta di Çolak, che fissano il punteggio su un roboante 5-0. L'ostacolo dei quarti, il Monaco di George Weah, pare assai arduo, ma nel Principato di Monaco il Galatasaray riesce addirittura a vincere (1-0 con goal di Çolak), amministrando poi il vantaggio con un pareggio (1-1) casalingo. L'avventura dei turchi finisce però in semifinale, dove la Steaua Bucarest di Gheorghe Hagi si dimostra di un altro pianeta (4-0 e 1-1).